# Breskev
Breskev (znanstveno ime Prunus persica) je majhno sadno drevo, z živorožnatimi cvetovi in koščičastimi plodovi sladkega okusa. Breskev cveti dva tedna pred cvetenjem jablan. Zorenje breskev poteka od sredine julija (zgodnje sorte) do septembra. V Sloveniji jih lahko gojimo le v vinorodnih krajih, saj so med cvetenjem zelo občutljive na mraz.

## Vrste breskev
Breskve lahko delimo na veliko število sort.Najbolj poznani sta bela breskev, ki je bolj zgodnejša in rumena breskev, ki je bolj aromatična in vsebuje več hranilnih snovi.. 

## Zgodovina breskve
Breskev so v naše kraje prinesli Rimljani v 3. ali 4. stoletju. Rimljani so breskev prevzeli od Grkov, ti pa od Perzijcev. Dolgo časa so ta plod imenovali "Perzijsko jabolko".

## Galerija
- Drevo breskve med cvetenjem
- Zorenje
- Breskev (kultivar 'Berry'), 1895
- Obrane breskve